# Wrecking Ball (Bruce Springsteen-album)
 For alternative betydninger, se Wrecking Ball. (Se også artikler, som begynder med Wrecking Ball)
Wrecking Ball er det syttende studiealbum fra den amerikanske musiker Bruce Springsteen, udgivet den 5. marts 2012 af Columbia Records. Albummets første single, "We Take Care of Our Own", blev udgivet den 19. januar 2012. "Rocky Ground", albummets anden single, vil blive udgivet på en 7" tommer i pladeforretninger den 21. april 2012.
Albummet debuterede som Nr. 1 i 16 forskellige lande, herunder både de amerikanske og britiske hitlister med henholdsvid 196.000 og 74.000 solgte eksemplarer i den første uge. "Wrecking Ball" blev Springsteens 10. Nr. 1 album i USA, det forbinder ham med Elvis Presley for tredje-mest Nr. 1 albums historisk. Kun The Beatles (19) og Jay-Z (12) har flere Nr. 1 albums.

## Historie

### Baggrund og optagelse
Det meste af albummet blev skrevet i 2011, med undtagelse af tre sange: "Wrecking Ball", blev skrevet i 2009 i forbindelse med lukningen af Giants Stadium og blev også spillet på Working on a Dream Tour, "American Land" blev skrevet i 2006 i forbindelse med Seeger Sessions optagelserne og "Land of Hope and Dreams" blev skrevet af Springsteen i 1998 og opført for første gang i 1999 på Reunion Touren sammen med E Street Band. En studie version af sangen blev oprindeligt indspillet i 2002 under optagelserne for The Rising, men den medvirkede dog ikke på albummet. Alle tre sange er tidligere blevet udgivet som live-versioner, men foretager deres rigtige studieversioner på albummet.
Albummet indeholder de sidste optagelser med saxofonisten Clarence Clemons, der døde den 18. juni 2011, som følge af et slagtilfælde. Clemons spiller saxofon på titelnummeret og "Land of Hope and Dreams".
Mens touren til albummet vil bestå af alle E Street Band medlemmer, på nær Clarence Clemons, er det kun Steven Van Zandt, Max Weinberg og Patti Scialfa samt adjungeret Charlie Giordano og Soozie Tyrell der har medvirket på albummet. Albummet vil også indeholde medlemmer af The Sessions Band, herunder hornsektion og special gæsteoptrædere af Tom Morello og Matt Chamberlain.

## Tema

### Komposition
Albummet er blevet kaldt Springsteens vredeste endnu, og nogle af sangene vedrører emner som økonomisk retfærdighed. Musikalsk er albummet blevet beskrevet som værende meget mere rock and roll med uventede lyrik, elektronisk percussion og en forbløffende sweep med påvirkninger og rytmer fra hip-hop til Irsk folkemusik.
Ifølge Springsteen, skrev han i 2009 en sang om en "fyr der går med slips". Springsteen har brugt så meget af sin karriere til at skrive om karakterer, der kæmper i hårde økonomiske tider, men det var den finansielle krise, der overbeviste ham om at det var tid til skrive om de mennesker og kræfter, der bragte USA til dette grimme punkt. Albummet er en sønderlemmende anklage mod Wall Streets grådighed og korruption, og et kig ind i de ødelæggelser, den har forvoldt. Springsteen har udtalt at Wrecking Ball har meget fælles med sit akustiske socialrealistiske album Nebraska, og at Wrecking Ball oprindeligt startede som en folkemusik med Springsteen alene og blot med sin guitar. Producer Ron Aniello foreslog dog Springsteen at prøve noget anderledes, såsom hip-hop, trommeloops og countryblues-stomp loops. "Jeg kunne gå hvor som helst, gøre noget, bruge hvad som helst. Det var meget vid gab." har Springsteen udtalt.
Albummets åbningssang og første single, "We Take Care of Our Own" stiller spørgsmålet: "Må amerikanerne tager sig af deres egne, mens landet-folk stopper" og "Easy Money" tager lyriske skud på Wall Street. Den tempofyldt politisk ladet, "Shackled and Drawn" genlyder Woody Guthrie i sine tekster mens "Jack of All Trades" beskriver en persons frustration over arbejdsløsheden. "Death to My Hometown" er en keltisk-inspirerede mund-stomper.
Ifølge Springsteen, omhandler den første halvdel af albummet den økonomiske fortvivlelse, som senere giver vejen til søgen efter spirituel forløsning. "Rocky Ground" er banebrydende for Springsteen og lyrikken der påråber sig bibelske temaer og har et fuldt gospel kor og en rap af Michelle Moore. "Land of Hope and Dreams" sammen med titelnummeret er de eneste to sange, der har Clarence Clemons på saxofon. I forhold til den originale version, som E Street Band har optrådt med siden 1999, er sangen nu blevet omarbejdet og har nu elektroniske trommer og et gospelkor på. Afslutningssangen "We Are Alive" er beskrevet som en lejrbåls sang for spøgelser, martyrer angribere, demonstranter og immigrantarbejdere. Sangen er akustisk og støttes af et Mariachihorn.

## Modtagelse
Wrecking Ball blev udgivet den 5. marts 2012 i Europa og den 6. marts i USA. Det fik generelt positive anmeldelser fra musikkritikere. På Metacritic, der tildeler en normaliseret karakter ud af 100 anmeldelser fra mainstream kritikere, har albummet fået en gennemsnitlig score på 76 baseret på 29 anmeldelser, som angiver "generelt gode anmeldelser." David Fricke fra Rolling Stone gav albummet en fable gennemgang, kaldte det "det mest fortvivlede, konfronterende og musikalske turbulente album Bruce Springsteen nogensinde har lavet." Steven Leftridge fra PopMatters kaldte det "kohæsivt udviklet" og skrev, at Springsteen "stadig skriver poetisk hurtigt, trækker på traditionelle gamle og nye sange, leger med primære styrke og energi og leverer et nyt sæt dræbende melodier med frisk lyd." Andy Gill fra The Independent fandt albummet "meget mørkere end nogle af Springsteens tidligere album" og erklærede, "Der er få om overhovedet nogen, øjeblikke af musikalsk innovation, men med hensyn til politiske hensigtserklæringer, vil det ikke være svært, at finde et mere udfordrende album i år.
Imidlertid fandt Stephen Thomas Erlewine fra Allmusic albummet "besværligt og toptung" og erklærede, "Springsteens lidenskabelig raseri og sine intentioner er for tydelige." Selvom han roste albummets temaer så kritiserede Chicago Tribune dem. Jon Caramanica fra The New York Times kaldte albummet for "ambitiøse arrangementer" og kaldte albummets energi for "at være i forkyndelse af dybt tågede ideer" og erklærede, "teksten er langt mere tvetydigt, og i masser af steder på dette album, ligesom decideret fladt." I den samme anmeldelse, udtalte Jon Parels, at albummet er "oprigtig, ambitiøs og vredt, hvilket kan føre til blandede udfald også. Det kan være en overraskelse på albummet, at det er faktureret som en bredsiden – besidder nogle af Springsteens mest udførlige studie concoctions siden Born to Run."

## Trackliste
Alle sange er skrevet af Bruce Springsteen.
| #   | Titel                                                    | Længde |
| --- | -------------------------------------------------------- | ------ |
| 1.  | "We Take Care of Our Own"                                | 3:54   |
| 2.  | "Easy Money"                                             | 3:37   |
| 3.  | "Shackled and Drawn"                                     | 3:46   |
| 4.  | "Jack of All Trades"                                     | 6:00   |
| 5.  | "Death to My Hometown"                                   | 3:29   |
| 6.  | "This Depression"                                        | 4:08   |
| 7.  | "Wrecking Ball"                                          | 5:49   |
| 8.  | "You've Got It"                                          | 3:49   |
| 9.  | "Rocky Ground"                                           | 4:41   |
| 10. | "Land of Hope and Dreams"                                | 6:58   |
| 11. | "We Are Alive"                                           | 5:36   |
| 12. | "Swallowed Up (In the Belly of the Whale) (Bonus track)" | 3:24   |
| 13. | "American Land (Bonus track)"                            | 4:00   |

- En særlig udgave af albummet vil desuden også blive udgivet som indeholder to bonusnumre, eksklusive foto og grafik.[28]

- "Shackled and Drawn" indeholder et uddrag fra "Me and My Baby Got Our Own Thing Going", oprindeligt indspillet af Lyn Collins i 1972.[29]
- "Death to My Hometown" indeholder uddrag af Sacred Harp sangen "The Last Words of Copernicus", indspillet af Alan Lomax i 1959 ved FN Sacred Harp konventionen i Fyffe, Alabama.[30]
- "Rocky Grouns" indeholder uddrag af "I'm a Soldier in the Army of the Lord", en traditionel gospel sang udført af menigheden til Guds kirke i Kristus og indspillet af Alan Lomax i 1942.[29]
- "Land of Hope and Dreams" indeholder uddrag af "People Get Ready", som blev skrevet af Curtis Mayfield og indspillet af The Impressions.[29]
- "American Land" blev inspireret af "He Lies in the American Land" af Andrew Kovaly og Pete Seeger.[29]

## Medvirkende
Albummets følgende medvirkende er:
| - Bruce Springsteen – forsanger, guitar, banjo, klaver, orgel, trommer, percussion og loop - Ron Aniello – guitar, bass, keyboards, trommer, loops, støttevokal og percussion - Clarence Clemons – saxofon på "Wrecking Ball" og "Land of Hope and Dreams" - Patti Scialfa – støttevokal - Steven Van Zandt – guitar og støttevokal på "Wrecking Ball", "Land of Hope and Dreams" og "American Land" - Max Weinberg – trommer på "Wrecking Ball", "Land of Hope and Dreams" og "American Land" - Ron Aniello – guitar, bass, keyboards, drums, loops - Art Baron – medvirker på "Shackled And Drawn", "Jack of All Trades", "Death to My Hometown", "Rocky Ground" og "Land of Hope And Dreams" - Matt Chamberlain – trommer på "You've Got It" - Charles Giordano – orgel på "Wrecking Ball", "Swallowed Up (In the Belly of the Whale)," og "American Land" - Stan Harrison – saxofon på "Jack of All Trades" og "You've Got It" - Steve Jordan – percussion "Easy Money" - Greg Leisz – guitar på "You've Got It" - Darrell Leonard – trompet - Lisa Lowell – støttevokal - Ed Manion – saxofon på "Jack of All Trades" og "You've Got It" - Jeremy McCoy – bass guitar på "Swallowed Up (In the Belly of the Whale)" - Cindy Mizelle - Tom Morello – guitar på "Jack of All Trades" og "This Depression" - Marc Muller – medvirker på "You've Got It" - New York String Section – medvirker på "We Take Care of Our Own", Jack of All Trades," og "Wrecking Ball" - Rob Mathes – orchestration - Sandy Park – string contractor - Lisa Kim – concertmaster - Myumju Lee – violin - Ann Lehmaan – violin - Lizz Lim – violin - Johanna Marher – violin - Annaliesa Place – violin - Fiona Simon – violin - Sharon Yamada – violin - Jung Sun Yu – violin - Karen Dreyfus – violin - Daniel Panner – viola - Robert Rinehart – viola - Mina Smith – cello - Alan Stepansky – cello - Curt Ramm – medvirker på "Jack of All Trades", "Wrecking Ball," og "You've Got It" - Mark Romatz – fagot på "Swallowed Up (In the Belly of the Whale)" - Daniel Shelly – fagot på "Swallowed Up (In the Belly of the Whale)" - Soozie Tyrell – violin, støttevokal - Victorious Gospel Choir – medvirker på "Rocky Ground" og "Land of Hope and Dreams" |